# Loch Wharral
Loch Wharral är en sjö i Storbritannien.   Den ligger i kommunen Angus och riksdelen Skottland, i den norra delen av landet, 600 km norr om huvudstaden London. Loch Wharral ligger 602 meter över havet.  Trakten runt Loch Wharral består i huvudsak av gräsmarker.